# سیلک سمیتا
سیلک سمیتا (انگلیسی: Silk Smitha; زاده ۲ دسامبر ۱۹۶۰ – درگذشته ۲۳ سپتامبر ۱۹۹۶) یک هنرپیشه اهل هند بود. وی بین سال‌های ۱۹۷۹ تا ۱۹۹۶ میلادی فعالیت می‌کرد.

## زندگی‌نامه
سیلک سمیتا در ۲ دسامبر ۱۹۶۰ در ایلورو، آندرا پرادش در یک خانواده تلوگو به دنیا آمد و به دلیل مشکلات مالی ادامهٔ تحصیل را در دوران ابتدایی رها نمود و در سن پایین ازدواج کرد. بد رفتاری‌های همسرش باعث شد تا به مدارس «چنای» پناه ببرد و به عنوان هنرپیشه کارش را شروع کند. او به سرعت توانست توجه تهیه‌کنندگان بالیوود را به خود جلب کند. در سال ۱۹۷۹ به دلیل بازی در نقش اول فیلم تامیلی واندیچاکارام مورد تحسین قرار گرفت و نام «ابریشم» برگرفته از شخصیت اصلی فیلم روی او ماندگار شد. در سال ۱۹۸۹ با فیلم لیانام جایگاه تثبیت شده و قابل توجهی را در سینمای هند به دست آورد. او در رقص هندی بسیار مهارت داشت و به سمبلی از زیبایی زن هندی تبدیل شد. مجلات سینمایی هند و روزنامه‌نگاران همواره او را به دلیل چنین جایگاهی ستایش می‌کردند. سیلک سمیتا در ۴۵۰ فیلم به ایفای نقش پرداخت. در شب ۲۲ سپتامبر ۱۹۹۶ او پس از یک تماس تلفنی با دوست رقصنده ش، آنوراندا از شرایط نگران کننده و نامعلومی سخن گفت. روز بعد جسدش را در آپارتمانش در چنای، تامیل نادو پیدا کردند. تاکنون هیچ‌کسی راز مرگ مرموز این هنرپیشه بالیوود را کشف نکرده است.

## فیلمشناسی
وی بازیگر فیلم‌هایی همچون مافیا، آسیب، هلال قسمت سوم ماه، وارث بعدی، زندانی، گیتانجلی، پایان، موجودات خارق‌العاده، آدیتیا ۳۶۹، آتش، امواج هرگز متوقف نمی‌شوند، فوریت پلیس ۱۰۰، چایتانیا و سارق بوده است.